# Iglo (Österreich)
Die Iglo Austria GmbH ist als österreichisches Unternehmen Teil eines Lebensmittelkonzerns mit Sitz in Wien (80 Mitarbeiter) und seit bereits über 50 Jahren in Österreich tätig und Marktführer im Bereich Tiefkühlkost.
Das Unternehmen wurde am 1. Juli 2006 im Rahmen der Trennung von Unilever gegründet. Iglo ist eine Gesellschaft, die zur britischen Iglo Group gehört, die wiederum Teil von Nomad Foods ist. Gegenüber früherer eigener Produktion ist Iglo in Österreich nur mehr Großhändler.

## Geschichte

Eskimo-Iglo Logo

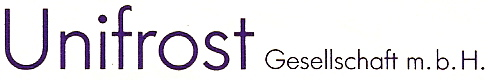
Unifrost Logo

Der Markenname Eskimo entstand 1927 für den ersten „Eislutscher“ der Wiener Milchindustrie AG (MIAG). 1960 wurde das Eisgeschäft der MIAG von der österreichischen Unilever Ges.m.b.H übernommen.
Die von Hans Petter 1946 in Raasdorf gegründete Produktion von Tiefkühlkost (TKK) wurde 1962 von Unilever übernommen. 1965 erfolgte die Eröffnung der 1. kombinierte Speiseeis- & Tiefkühlproduktion in Groß-Enzersdorf. Damit wurde sowohl die Eskimo- als auch die Iglo-Produktion in die neue Fabrik verlagert.
1960 wurde der Name „Iglo“ erstmals bei der Vermarktung von tiefgekühlten Nahrungsmitteln wie Fischstäbchen und Spinat in den Niederlanden verwendet, wobei Iglo die niederländische Bezeichnung für Iglu ist.
1970 erfolgte die Fusion der Unilever-Tochter Eskimo Eis / Petter Iglo TKK mit der Nestlé-Tochter Jopa Eis / Findus TKK zur Eskimo-Iglo GmbH (Unilever 75 %, Nestlé 25 %). 1977 wurde Eskimo-Iglo in die zwei Unternehmen Unifrost (Produktion) und Eskimo-Iglo (Vertrieb) aufgespalten. 1986 übernahm Unilever die restlichen 25 % von Unifrost/Eskimo-Iglo und wurde damit Alleineigentümer.
Nach 45 Jahren, am 9. Februar 2006, gab Unilever den Verkauf seiner europäischen Tiefkühlmarken „Iglo“ und „Birds Eye“ bekannt. Als Gründe wurden die steigende Konkurrenz durch Billigprodukte und zu geringe Gewinn- und Wachstumsaussichten genannt. In Italien wurde die dort starke Marke „Findus“ behalten. Daher wurde am 1. Juli 2006 der Bereich Tiefkühlkost in die neu gegründete Iglo GmbH ausgegliedert. Iglo und Birds Eye wurden am 28. August 2006 für 1,73 Milliarden Euro an die Private-Equity-Gesellschaft Permira verkauft. Die Gruppe „Birds Eye Iglo“ firmiert seit Mitte 2011 unter „Iglo Food Group Limited“.
Im April 2015 wurde Iglo für 2.6 Milliarden Euro an die amerikanische Investorengruppe Nomad Foods Limited verkauft. Nomad Foods ist aktuell in 17 Ländern tätig mit den Hauptmarken iglo, Findus, BirdsEye.
In Österreich zählt Iglo mit rund 230 Produkten, darunter ein breites Sortiment an Fisch und Meeresfrüchten, Gemüse und Kräutern, Geflügel sowie Fertiggerichten und Mehlspeisen, zu den bekannten Marken im österreichischen Lebensmittelhandel.
Alle Iglo Meeresfisch-Produkte haben das MSC-Siegel; ab Anfang 2020 sind alle Süßwasserfische ASC zertifiziert.
Neben Produktinnovationen für den österreichischen Markt zählen Polardorsch, Fischstäbchen und Marillenknödel zu den beliebtesten Produkten bei den Österreichern.
Iglos Markenauftritt wird bereits seit 1985 von Käpt’n Iglo begleitet, das Skiteam des österreichischen Skiverbands war jahrelang Testimonial der Marke.